# Mistrzostwa Świata w Lotach Narciarskich 2006
Mistrzostwa Świata w Lotach Narciarskich 2006 odbyły się w dniach 13–15 stycznia 2006 roku w Tauplitz. Na skoczni narciarskiej Kulm zostały przeprowadzone dwa konkursy, po jednym indywidualnym i drużynowym. Indywidualne mistrzostwo świata zdobył Norweg Roar Ljøkelsøy, natomiast w konkursie drużynowym triumfowała reprezentacja Norwegii w składzie: Bjørn Einar Romøren, Lars Bystøl, Tommy Ingebrigtsen oraz Roar Ljøkelsøy.
Mistrzostwa świata w lotach narciarskich były rozgrywane po raz 19, przy czym Tauplitz organizował je po raz czwarty.

## Przed mistrzostwami
Indywidualnego mistrzostwa świata wywalczonego w Planicy w 2004 roku bronił Roar Ljøkelsøy, natomiast drużynowego reprezentacja Norwegii.
Liderem klasyfikacji generalnej Pucharu Świata przed mistrzostwami świata w lotach narciarskich był Jakub Janda. Czeski skoczek pięciokrotnie stawał na najwyższym stopniu podium w zawodach Pucharu Świata. Odpowiednio drugie i trzecie miejsce zajmowali Janne Ahonen i Andreas Küttel, którzy wygrali po dwa konkursy. Jeden raz triumfowali Lars Bystøl oraz Robert Kranjec. Poza wymienionymi zawodnikami, jako faworyt do zwycięstwa w konkursie indywidualnym wymieniany był również Roar Ljøkelsøy, który dwukrotnie stawał na podium zawodów Pucharu Świata. Faworytów do zwycięstwa w konkursie drużynowym upatrywano wśród reprezentacji Norwegii i Austrii.
Siedem dni przed rozegraniem pierwszego konkursu mistrzostw świata w lotach zakończył się 54. Turniej Czterech Skoczni. W tej edycji turnieju triumfowali ex aequo Janne Ahonen i Jakub Janda, a trzecie miejsce zajął Roar Ljøkelsøy. Dodatkową atrakcją dla kibiców było włączenie przez Organizatorów do programu mistrzostw pożegnalnego skoku
Andreasa Goldbergera. Zawodnik, który postanowił zakończyć karierę oddał skok po zakończeniu drugiej serii konkursowej.

### Program mistrzostw
Komitet organizacyjny mistrzostw świata w lotach narciarskich w Tauplitz zaprezentował program mistrzostw, w którym przedstawiono informacje o przybyciu zawodników oraz przeprowadzonych seriach skoków. Zgodnie z programem skoczkowie wraz ze sztabami przybyli do Bad Mitterndorf w środę 11 stycznia. Tego samego dnia o godz. 08:00 odbyło się spotkanie kapitanów. Następnego dnia odbyły się treningi i kwalifikacje, a o godz. 17:00 przeprowadzono ceremonię otwarcia mistrzostw. Ceremonia zamknięcia mistrzostw odbyła się w niedzielę 15 stycznia, po wręczeniu medali za zwycięstwo w konkursie drużynowym.
Poniższa tabela przedstawia szczegółowy program wydarzeń jakie miały miejsce w ramach mistrzostw świata w lotach narciarskich.
| Data             | Godzina                                                                | Wydarzenie |
| ---------------- | ---------------------------------------------------------------------- | --- |
| 11 stycznia 2006 |                                                                        | przybycie uczestników mistrzostw świata w lotach do Bad Mitterndorf |
| 11 stycznia 2006 | 08:00                                                                  | spotkanie kapitanów drużyn (w szkole średniej) |
| 12 stycznia 2006 | 12:00                                                                  | dwie oficjalne serie treningowe przed kwalifikacjami do zawodów indywidualnych                                                                                            |
| 12 stycznia 2006 | 14:00                                                                  | spotkanie kapitanów drużyn (w wieży sędziowskiej) |
| 12 stycznia 2006 | 14:30                                                                  | seria kwalifikacyjna przed zawodami indywidualnymi |
| 12 stycznia 2006 | 17:00                                                                  | oficjalna ceremonia otwarcia mistrzostw świata w lotach narciarskich |
| 13 stycznia 2006 | 12:30                                                                  | seria próbna przed zawodami indywidualnymi |
| 13 stycznia 2006 | 13:45                                                                  | początek pierwszej serii konkursowej zawodów indywidualnych, druga seria konkursowa zawodów indywidualnych                                                                |
| 14 stycznia 2006 | 12:30                                                                  | seria próbna przed finałowymi seriami zawodów indywidualnych |
| 14 stycznia 2006 | 13:45                                                                  | początek trzeciej serii konkursowej zawodów indywidualnych, czwarta seria konkursowa zawodów indywidualnych ceremonia wręczenia medali medalistom konkursu indywidualnego |
| 14 stycznia 2006 | 18:00                                                                  | spotkanie kapitanów drużyn (w szkole średniej) |
| 15 stycznia 2006 | 12:30                                                                  | seria próbna przed zawodami drużynowymi |
| 15 stycznia 2006 | 13:45                                                                  | początek pierwszej serii konkursowej zawodów drużynowych, druga seria konkursowa zawodów drużynowych ceremonia wręczenia medali medalistom konkursu drużynowego           |
| 15 stycznia 2006 | oficjalna ceremonia zamknięcia mistrzostw świata w lotach narciarskich | |

## Skocznia
Obiekt „Kulm-Skiflugschanze”, na którym zostały rozegrane dziewiętnaste mistrzostwa świata w lotach narciarskich jest największą skocznią naturalną na świecie. Gruntowna przebudowa skoczni miała miejsce na przełomie 1984 i 1985 roku. Jej rozmiar wynosi 200 metrów, a punkt konstrukcyjny określono na 185. metrze. Przez zawodami rekordzistą skoczni był reprezentant Niemiec Sven Hannawald, który 31 stycznia 2003 roku podczas treningu oddał skok na odległość 214 metrów.
|  | Nazwa skoczni | Miasto   | Punkt konstrukcyjny | Rozmiar skoczni | Rekord skoczni                      |
|  | ------------- | -------- | ------------------- | --------------- | ----------------------------------- |
|  | Kulm          | Tauplitz | K-185               | 200,0 m         | 214,0 m Sven Hannawald (31.01.2003) |

## Jury
Funkcję dyrektora konkursów w skokach narciarskich na mistrzostwach świata w Tauplitz sprawował Paul Ganzenhuber. Międzynarodową Federację Narciarską reprezentował dyrektor zawodów Pucharu Świata Walter Hofer. Jego asystentem był, podobnie jak w innych oficjalnych zawodach organizowanych przez FIS, Miran Tepeš. Stanowisko sędziego technicznego powierzono Norwegowi Bertilowi Palsrudowi, a jego asystentem został Marko Mlakar.
Skład sędziowski poszczególnych konkursów przedstawia poniższa tabela:
| Sędzia            | Kraj      | Stanowisko na wieży sędziowskiej konk. ind. HS 200 | Stanowisko na wieży sędziowskiej konk. drużyn. HS 200 |
| ----------------- | --------- | -------------------------------------------------- | ----------------------------------------------------- |
| Yutaka Minemura   | Japonia   | A                                                  | D                                                     |
| Wolfgang Schedewy | Niemcy    | B                                                  | C                                                     |
| Gerhard Krab      | Austria   | C                                                  | B                                                     |
| Juhani Kaekilehto | Finlandia | D                                                  | E                                                     |
| Josef Slavik      | Czechy    | E                                                  | –                                                     |
| Per Busk          | Szwecja   | –                                                  | A                                                     |

## Medaliści

### Konkurs indywidualny na skoczni HS 200 (14.01.2006)
| Medal | Imię i nazwisko    | Skok 1            | Skok 2            | Skok 3            | Skok 4            | Noty za styl • | Nota łączna | Strata |
| ----- | ------------------ | ----------------- | ----------------- | ----------------- | ----------------- | --- | ----------- | ------ |
|       | Roar Ljøkelsøy     | 202,5 m 141,0 pkt | 207,5 m 147,0 pkt | 190,0 m 126,0 pkt | 207,5 m 147,0 pkt | 19,0 • 18,0 • 18,5 • 18,5 • 18,5 19,0 • 19,5 • 19,0 • 19,5 • 19,0 • 19,0 • 19,0 • 19,0 • 18,5 19,0 • 19,0 • 19,5 • 19,0 • 19,0      | 788,0 pkt   | –      |
|       | Andreas Widhölzl   | 205,0 m 144,0 pkt | 182,5 m 117,0 pkt | 191,0 m 127,2 pkt | 208,5 m 148,2 pkt | 19,5 • 19,0 • 19,5 • 19,5 • 19,5 18,0 • 18,5 • 18,0 • 18,0 • 18,0 18,5 • 19,0 • 19,0 • 18,5 • 18,5 19,5 • 19,5 • 19,0 • 19,0 • 19,0 | 762,4 pkt   | 25,6   |
|       | Thomas Morgenstern | 195,5 m 132,6 pkt | 195,5 m 132,6 pkt | 182,0 m 116,4 pkt | 210,5 m 150,6 pkt | 19,0 • 18,5 • 19,5 • 18,5 • 19,0 19,0 • 19,5 • 19,0 • 18,5 • 18,5 18,5 • 18,5 • 18,0 • 18,0 • 18,5 18,0 • 17,0 • 17,0 • 17,0 • 18,5 | 752,2 pkt   | 35,8   |

### Konkurs drużynowy na skoczni HS 200 (15.01.2006)
| Medal              | Kraj      | Imię i nazwisko     | Skok 1            | Skok 2                                                            | Noty za styl •                                                    | Nota łączna zawodnika | Nota łączna drużyny | Strata    |
| ------------------ | --------- | ------------------- | ----------------- | ----------------------------------------------------------------- | ----------------------------------------------------------------- | --------------------- | ------------------- | --------- |
|                    | Norwegia  | Bjørn Einar Romøren | 196,0 m 133,2 pkt | 188,0 m 123,6 pkt                                                 | 19,0 • 19,0 • 19,0 • 19,0 • 19,0 18,0 • 18,5 • 18,0 • 18,5 • 18,5 | 368,8 pkt             | 1497,9 pkt          | –         |
| Lars Bystøl        | Norwegia  | 200,5 m 138,6 pkt   | 180,0 m 114,0 pkt | 19,0 • 19,0 • 19,0 • 19,0 • 19,0 18,0 • 18,0 • 18,0 • 18,0 • 18,0 | 363,6 pkt                                                         |                       | 1497,9 pkt          | –         |
| Tommy Ingebrigtsen | Norwegia  | 192,5 m 129,0 pkt   | 197,0 m 134,4 pkt | 18,0 • 18,5 • 18,5 • 18,5 • 19,0 18,0 • 18,5 • 18,0 • 19,0 • 18,5 | 373,9 pkt                                                         |                       | 1497,9 pkt          | –         |
| Roar Ljøkelsøy     | Norwegia  | 200,5 m 138,6 pkt   | 200,0 m 138,0 pkt | 19,0 • 19,5 • 19,5 • 18,5 • 19,5 19,0 • 19,0 • 18,5 • 19,0 • 19,0 | 391,6 pkt                                                         |                       | 1497,9 pkt          | –         |
|                    | Finlandia | Janne Happonen      | 194,5 m 131,4 pkt | 192,5 m 129,0 pkt                                                 | 18,5 • 18,5 • 18,5 • 18,5 • 19,0 17,5 • 18,0 • 18,0 • 18,5 • 18,5 | 370,4 pkt             | 1477,2 pkt          | 20,7 pkt  |
| Tami Kiuru         | Finlandia | 188,0 m 123,6 pkt   | 188,5 m 124,2 pkt | 19,0 • 18,5 • 18,5 • 18,5 • 18,5 18,5 • 18,0 • 18,0 • 18,0 • 18,5 | 357,8 pkt                                                         |                       | 1477,2 pkt          | 20,7 pkt  |
| Matti Hautamäki    | Finlandia | 191,0 m 127,2 pkt   | 194,5 m 131,4 pkt | 18,0 • 18,5 • 19,0 • 19,0 • 19,0 18,5 • 19,0 • 19,0 • 19,0 • 18,5 | 371,6 pkt                                                         |                       | 1477,2 pkt          | 20,7 pkt  |
| Janne Ahonen       | Finlandia | 196,0 m 133,2 pkt   | 193,5 m 130,2 pkt | 19,0 • 19,0 • 19,5 • 19,5 • 19,5 19,0 • 19,0 • 18,5 • 18,5 • 18,5 | 377,4 pkt                                                         |                       | 1477,2 pkt          | 20,7 pkt  |
|                    | Niemcy    | Michael Neumayer    | 189,0 m 124,8 pkt | 186,5 m 121,8 pkt                                                 | 17,5 • 18,0 • 17,5 • 18,5 • 18,5 17,5 • 18,0 • 18,0 • 18,0 • 18,5 | 354,6 pkt             | 1374,0 pkt          | 123,9 pkt |
| Georg Späth        | Niemcy    | 168,5 m 100,2 pkt   | 187,0 m 122,4 pkt | 17,0 • 18,5 • 18,0 • 17,0 • 17,5 18,0 • 18,0 • 18,5 • 18,0 • 18,5 | 329,1 pkt                                                         |                       | 1374,0 pkt          | 123,9 pkt |
| Alexander Herr     | Niemcy    | 190,5 m 126,6 pkt   | 203,5 m 142,2 pkt | 16,5 • 16,0 • 17,0 • 16,5 • 17,0 17,5 • 17,0 • 17,0 • 17,5 • 17,0 | 370,3 pkt                                                         |                       | 1374,0 pkt          | 123,9 pkt |
| Michael Uhrmann    | Niemcy    | 190,0 m 126,0 pkt   | 160,0 m 90,0 pkt  | 17,5 • 18,0 • 18,0 • 18,0 • 18,5 16,5 • 16,5 • 17,0 • 16,5 • 17,5 | 320,0 pkt                                                         |                       | 1374,0 pkt          | 123,9 pkt |

### Klasyfikacja medalowa
| Miejsce | Państwo   | Złoto | Srebro | Brąz | Razem |
| ------- | --------- | ----- | ------ | ---- | ----- |
| 1       | Norwegia  | 2     | –      | –    | 2     |
| 2       | Austria   | –     | 1      | 1    | 2     |
| 3       | Finlandia | –     | 1      | –    | 1     |
| 4       | Niemcy    | –     | –      | 1    | 1     |

## Wyniki

### Kwalifikacje do konkursu indywidualnego na skoczni HS-200 (12.01.2006)
| M  | Zawodnik                             | Państwo           | Skok  | Belka | Wynik punktowy | Kwalifikacja |
| -- | ------------------------------------ | ----------------- | ----- | ----- | -------------- | ------------ |
| 1  | Tommy Ingebrigtsen                   | Norwegia          | 202,0 | 10    | 197,4          | Q            |
| 2  | Martin Koch                          | Austria           | 201,5 | 10    | 195,3          | Q            |
| 3  | Sigurd Pettersen                     | Norwegia          | 197,0 | 10    | 189,9          | Q            |
| 4  | Michael Neumayer                     | Niemcy            | 195,0 | 10    | 186,0          | Q            |
| 5  | Dmitrij Wasiljew                     | Rosja             | 193,0 | 10    | 183,6          | Q            |
| 6  | Alexander Herr                       | Niemcy            | 196,5 | 10    | 182,3          | Q            |
| 7  | Henning Stensrud                     | Norwegia          | 190,5 | 10    | 181,1          | Q            |
| 8  | Janne Happonen                       | Finlandia         | 187,0 | 10    | 175,9          | Q            |
| 9  | Kamil Stoch                          | Polska            | 185,5 | 10    | 174,6          | Q            |
| 10 | Tami Kiuru                           | Finlandia         | 184,5 | 10    | 173,4          | Q            |
| 11 | Georg Späth                          | Niemcy            | 183,0 | 10    | 171,6          | Q            |
| 12 | Robert Mateja                        | Polska            | 183,0 | 10    | 169,6          | Q            |
| 13 | Michael Möllinger                    | Szwajcaria        | 177,0 | 10    | 162,9          | Q            |
| 13 | Martin Mesík                         | Słowacja          | 177,0 | 10    | 162,9          | Q            |
| 15 | David Lazzaroni                      | Francja           | 174,5 | 10    | 158,9          | Q            |
| 16 | Jernej Damjan                        | Słowenia          | 173,5 | 10    | 158,7          | Q            |
| 17 | Primož Peterka                       | Słowenia          | 172,0 | 10    | 154,9          | Q            |
| 18 | Rok Benkovič                         | Słowenia          | 170,5 | 10    | 153,6          | Q            |
| 18 | Jan Matura                           | Czechy            | 170,5 | 10    | 153,6          | Q            |
| 18 | Jens Salumäe                         | Estonia           | 170,5 | 10    | 153,6          | Q            |
| 21 | Kim Hyun-ki                          | Korea Południowa  | 167,5 | 10    | 151,0          | Q            |
| 22 | Stefan Hula                          | Polska            | 165,5 | 10    | 147,6          | Q            |
| 23 | Alan Alborn                          | Stany Zjednoczone | 164,5 | 10    | 144,9          | Q            |
| 24 | Antonín Hájek                        | Czechy            | 163,5 | 10    | 144,2          | Q            |
| 24 | Ildar Fatkullin                      | Rosja             | 163,5 | 10    | 144,2          | Q            |
| 26 | Dienis Korniłow                      | Rosja             | 161,0 | 10    | 142,7          | Q            |
| 27 | Emmanuel Chedal                      | Francja           | 160,5 | 10    | 142,1          | Q            |
| 28 | Yūta Watase                          | Japonia           | 160,0 | 10    | 141,0          | nq           |
| 29 | Piotr Czaadajew (skoczek narciarski) | Białoruś          | 160,5 | 10    | 140,1          | nq           |
| 30 | Maksim Anisimau                      | Białoruś          | 158,5 | 10    | 138,2          | nq           |
| 31 | Choi Heung-chul                      | Korea Południowa  | 153,0 | 10    | 131,6          | nq           |
| 32 | Borek Sedlák                         | Czechy            | 149,0 | 10    | 125,8          | nq           |
| 33 | Jaan Jüris                           | Estonia           | 146,5 | 10    | 123,3          | nq           |
| 34 | Isak Grimholm                        | Szwecja           | 146,5 | 10    | 121,8          | nq           |
| 35 | Taku Takeuchi                        | Japonia           | 145,5 | 10    | 121,6          | nq           |
| 36 | Dmitrij Ipatow                       | Rosja             | 145,5 | 10    | 120,6          | nq           |
| 37 | Jakob Grimholm                       | Szwecja           | 142,5 | 10    | 117,5          | nq           |
| 38 | Keita Umezaki                        | Japonia           | 139,5 | 10    | 112,4          | nq           |
| 39 | Guido Landert                        | Szwajcaria        | 121,0 | 10    | 84,7           | nq           |
| –  | Roar Ljøkelsøy                       | Norwegia          | 205,5 | 9     | 197,1          | pq           |
| –  | Thomas Morgenstern                   | Austria           | 205,0 | 10    | 194,5          | pq           |
| –  | Robert Kranjec                       | Słowenia          | 201,0 | 10    | 192,7          | pq           |
| –  | Andreas Küttel                       | Szwajcaria        | 196,0 | 9     | 189,2          | pq           |
| –  | Michael Uhrmann                      | Niemcy            | 197,0 | 9     | 188,9          | pq           |
| –  | Bjørn Einar Romøren                  | Norwegia          | 192,5 | 10    | 184,5          | pq           |
| –  | Andreas Kofler                       | Austria           | 191,0 | 10    | 183,2          | pq           |
| –  | Jakub Janda                          | Czechy            | 195,0 | 9     | 181,5          | pq           |
| –  | Andreas Widhölzl                     | Austria           | 194,5 | 9     | 179,9          | pq           |
| –  | Janne Ahonen                         | Finlandia         | 190,0 | 9     | 177,0          | pq           |
| –  | Simon Ammann                         | Szwajcaria        | 186,5 | 10    | 175,8          | pq           |
| –  | Matti Hautamäki                      | Finlandia         | 177,0 | 10    | 158,4          | pq           |
| –  | Adam Małysz                          | Polska            | 170,5 | 10    | 153,6          | pq           |

### Konkurs indywidualny na skoczni HS-200 (13-14.01.2006)
| M  | Zawodnik            | Państwo           | Skok 1 | Skok 2 | Skok 3 | Skok 4 | Punkty |
| -- | ------------------- | ----------------- | ------ | ------ | ------ | ------ | ------ |
| 1  | Roar Ljøkelsøy      | Norwegia          | 202,5  | 207,5  | 190,0  | 207,5  | 788,0  |
| 2  | Andreas Widhölzl    | Austria           | 205,0  | 182,5  | 191,0  | 208,5  | 762,4  |
| 3  | Thomas Morgenstern  | Austria           | 195,5  | 195,5  | 182,0  | 210,5  | 752,2  |
| 4  | Martin Koch         | Austria           | 203,0  | 189,0  | 182,5  | 199,5  | 741,8  |
| 5  | Michael Uhrmann     | Niemcy            | 193,0  | 182,5  | 188,0  | 195,5  | 721,3  |
| 6  | Andreas Küttel      | Szwajcaria        | 192,5  | 192,5  | 177,5  | 190,0  | 719,0  |
| 7  | Jakub Janda         | Czechy            | 192,5  | 183,5  | 177,0  | 200,0  | 717,1  |
| 8  | Janne Ahonen        | Finlandia         | 192,5  | 197,0  | 167,0  | 195,0  | 715,8  |
| 9  | Janne Happonen      | Finlandia         | 184,0  | 188,0  | 184,5  | 196,5  | 714,6  |
| 10 | Bjørn Einar Romøren | Norwegia          | 189,0  | 192,5  | 168,5  | 197,0  | 707,4  |
| 11 | Matti Hautamäki     | Finlandia         | 178,5  | 188,0  | 187,0  | 189,0  | 702,0  |
| 12 | Tommy Ingebrigtsen  | Norwegia          | 179,5  | 193,5  | 181,5  | 188,5  | 701,1  |
| 13 | Michael Neumayer    | Niemcy            | 187,5  | 192,5  | 177,0  | 181,5  | 689,2  |
| 14 | Andreas Kofler      | Austria           | 191,5  | 172,5  | 172,5  | 190,0  | 681,8  |
| 15 | Robert Kranjec      | Słowenia          | 193,0  | 195,0  | 172,0  | 170,0  | 678,5  |
| 16 | Dmitrij Wasiljew    | Rosja             | 188,0  | 190,0  | 170,0  | 177,0  | 673,5  |
| 17 | Henning Stensrud    | Norwegia          | 169,5  | 178,5  | 194,5  | 177,5  | 668,0  |
| 18 | Tami Kiuru          | Finlandia         | 177,0  | 172,5  | 183,5  | 183,0  | 662,7  |
| 19 | Robert Mateja       | Polska            | 185,0  | 181,5  | 154,5  | 187,0  | 652,1  |
| 20 | Adam Małysz         | Polska            | 177,5  | 163,0  | 171,5  | 181,5  | 636,2  |
| 21 | Alexander Herr      | Niemcy            | 195,5  | 142,5  | 185,5  | 171,5  | 628,5  |
| 22 | Georg Späth         | Niemcy            | 180,0  | 169,0  | 169,0  | 168,0  | 625,2  |
| 23 | Simon Ammann        | Szwajcaria        | 189,0  | 185,0  | 146,0  | 169,0  | 623,8  |
| 24 | Michael Möllinger   | Szwajcaria        | 183,0  | 165,5  | 159,5  | 175,0  | 621,6  |
| 25 | Jernej Damjan       | Słowenia          | 171,5  | 157,0  | 172,5  | 179,5  | 616,6  |
| 26 | Primož Peterka      | Słowenia          | 173,5  | 169,5  | 158,5  | 172,0  | 605,7  |
| 27 | Rok Benkovič        | Słowenia          | 171,0  | 163,5  | 171,5  | 169,5  | 605,1  |
| 28 | Jan Matura          | Czechy            | 168,0  | 166,5  | 161,5  | 168,5  | 594,9  |
| 29 | David Lazzaroni     | Francja           | 165,5  | 162,5  | 147,0  | 169,0  | 562,8  |
| 30 | Kim Hyun-ki         | Korea Południowa  | 165,5  | 165,0  | 159,5  | 130,0  | 533,5  |
| 31 | Sigurd Pettersen    | Norwegia          | 165,5  | –      | –      | –      | 147,1  |
| 32 | Ildar Fatkullin     | Rosja             | 159,5  | –      | –      | –      | 138,9  |
| 33 | Martin Mesík        | Słowacja          | 156,5  | –      | –      | –      | 135,8  |
| 34 | Alan Alborn         | Stany Zjednoczone | 156,0  | –      | –      | –      | 134,7  |
| 35 | Kamil Stoch         | Polska            | 152,0  | –      | –      | –      | 129,9  |
| 36 | Antonín Hájek       | Czechy            | 144,5  | –      | –      | –      | 116,4  |
| 37 | Stefan Hula         | Polska            | 140,5  | –      | –      | –      | 114,6  |
| 38 | Jens Salumäe        | Estonia           | 141,5  | –      | –      | –      | 111,3  |
| 39 | Dienis Korniłow     | Rosja             | 140,5  | –      | –      | –      | 111,1  |
| 40 | Emmanuel Chedal     | Francja           | 112,0  | –      | –      | –      | 74,4   |

### Konkurs drużynowy na skoczni HS 200 (15.01.2006)
| M | Państwo    | Zawodnik            | Skok 1 | Skok 2 | Punkty | Nota zespołu |
| - | ---------- | ------------------- | ------ | ------ | ------ | ------------ |
| 1 | Norwegia   | Bjørn Einar Romøren | 196,0  | 188,0  | 368,8  | 1497,9       |
| 1 | Norwegia   | Lars Bystøl         | 200,5  | 180,0  | 363,6  | 1497,9       |
| 1 | Norwegia   | Tommy Ingebrigtsen  | 192,5  | 197,0  | 373,9  | 1497,9       |
| 1 | Norwegia   | Roar Ljøkelsøy      | 200,5  | 200,0  | 391,6  | 1497,9       |
| 2 | Finlandia  | Janne Happonen      | 194,5  | 192,5  | 370,4  | 1477,2       |
| 2 | Finlandia  | Tami Kiuru          | 188,0  | 188,5  | 357,8  | 1477,2       |
| 2 | Finlandia  | Matti Hautamäki     | 191,0  | 194,5  | 371,6  | 1477,2       |
| 2 | Finlandia  | Janne Ahonen        | 196,0  | 193,5  | 377,4  | 1477,2       |
| 3 | Niemcy     | Michael Neumayer    | 189,0  | 186,5  | 354,6  | 1374,0       |
| 3 | Niemcy     | Georg Späth         | 168,5  | 187,0  | 329,1  | 1374,0       |
| 3 | Niemcy     | Alexander Herr      | 190,5  | 203,5  | 370,3  | 1374,0       |
| 3 | Niemcy     | Michael Uhrmann     | 190,0  | 160,0  | 320,0  | 1374,0       |
| 4 | Austria    | Martin Koch         | 183,5  | 199,0  | 363,5  | 1290,6       |
| 4 | Austria    | Thomas Morgenstern  | 201,0  | 203,0  | 396,3  | 1290,6       |
| 4 | Austria    | Andreas Kofler      | 95,0   | 165,0  | 198,5  | 1290,6       |
| 4 | Austria    | Andreas Widhölzl    | 173,0  | 188,5  | 332,3  | 1290,6       |
| 5 | Słowenia   | Jernej Damjan       | 171,5  | 181,5  | 323,9  | 1252,2       |
| 5 | Słowenia   | Rok Benkovič        | 161,5  | 129,5  | 291,5  | 1252,2       |
| 5 | Słowenia   | Robert Kranjec      | 207,0  | 207,0  | 400,8  | 1252,2       |
| 5 | Słowenia   | Primož Peterka      | 158,5  | 168,0  | 289,3  | 1252,2       |
| 6 | Szwajcaria | Andreas Küttel      | 182,5  | 195,0  | 360,0  | 1225,9       |
| 6 | Szwajcaria | Michael Möllinger   | 166,5  | 172,5  | 306,3  | 1225,9       |
| 6 | Szwajcaria | Guido Landert       | 145,5  | 144,0  | 240,9  | 1225,9       |
| 6 | Szwajcaria | Simon Ammann        | 187,5  | 161,0  | 318,7  | 1225,9       |
| 7 | Rosja      | Ildar Fatkullin     | 160,5  | 154,5  | 274,0  | 1154,7       |
| 7 | Rosja      | Dmitrij Wasiljew    | 182,0  | 186,0  | 344,6  | 1154,7       |
| 7 | Rosja      | Dienis Korniłow     | 166,5  | 190,0  | 330,3  | 1154,7       |
| 7 | Rosja      | Dmitrij Ipatow      | 138,5  | 128,5  | 205,8  | 1154,7       |
| 8 | Czechy     | Antonín Hájek       | 145,5  | 158,5  | 258,3  | 934,8        |
| 8 | Czechy     | Borek Sedlák        | 137,5  | 153,5  | 241,7  | 934,8        |
| 8 | Czechy     | Jan Matura          | 171,0  | 151,5  | 283,0  | 934,8        |
| 8 | Czechy     | Jakub Janda         | 171,5  | –      | 151,8  | 934,8        |
| 9 | Polska     | Adam Małysz         | 163,0  | –      | 145,1  | 453,7        |
| 9 | Polska     | Stefan Hula         | 173,0  | –      | 158,1  | 453,7        |
| 9 | Polska     | Kamil Stoch         | 137,5  | –      | 105,0  | 453,7        |
| 9 | Polska     | Robert Mateja       | 90,0   | –      | 45,5   | 453,7        |

## Składy reprezentacji
Austria
Do reprezentacji Austrii na mistrzostwa świata w lotach narciarskich zostało powołanych sześciu skoczków: Martin Koch, Andreas Kofler, Wolfgang Loitzl, Thomas Morgenstern, Reinhard Schwarzenberger oraz Andreas Widhölzl. Zarówno w konkursie indywidualnym, jak i drużynowym wystąpiła czwórka zawodników: Koch, Kofler, Morgenstern i Widhölzl. Loitzl oraz Schwarzenberger nie wystartowali w żadnych zawodach.
| Imię i nazwisko          | Klub                  | Data urodzenia       |
| ------------------------ | --------------------- | -------------------- |
| Martin Koch              | SV Villach            | 22 stycznia 1982     |
| Andreas Kofler           | SV Innsbruck-Bergisel | 17 maja 1984         |
| Wolfgang Loitzl          | WSC Bad Mitterndorf   | 13 stycznia 1980     |
| Thomas Morgenstern       | SV Villach            | 30 października 1986 |
| Reinhard Schwarzenberger | TSU St. Veit          | 7 stycznia 1977      |
| Andreas Widhölzl         | SC Fieberbrunn        | 14 października 1976 |

 Białoruś
Reprezentację Białorusi na mistrzostwach świata w lotach narciarskich reprezentowało dwóch skoczków narciarskich. Byli to: Maksim Anisimau, Piotr Czaadajew. Obydwaj zawodnicy wzięli udział w kwalifikacjach do konkursu indywidualnego, ale nie uzyskali awansu.
| Imię i nazwisko | Klub               | Data urodzenia  |
| --------------- | ------------------ | --------------- |
| Maksim Anisimau | SC Mińsk           | 5 kwietnia 1983 |
| Piotr Czaadajew | COR Raubiczy Mińsk | 21 lipca 1987   |

 Czechy
Reprezentacja Czech liczyła pięciu zawodników. Trener Vasja Bajc powołał następujących skoczków: Antonín Hájek, Jakub Janda, Jan Matura, Jan Mazoch oraz Borek Sedlák. W konkursie indywidualnym wzięli udział Hájek, Janda i Matura, natomiast Sedlák nie przebrnął kwalifikacji. Ta sama czwórka rywalizowała również w konkursie drużynowym. W żadnych zawodach nie wystartował Mazoch.
| Imię i nazwisko | Klub                         | Data urodzenia   |
| --------------- | ---------------------------- | ---------------- |
| Antonín Hájek   | SK Harrachov                 | 12 lutego 1987   |
| Jakub Janda     | Dukla Frenštát pod Radhoštěm | 27 kwietnia 1978 |
| Jan Matura      | Dukla Liberec                | 29 stycznia 1980 |
| Jan Mazoch      | Dukla Frenštát pod Radhoštěm | 5 września 1985  |
| Borek Sedlák    | Dukla Frenštát pod Radhoštěm | 15 czerwca 1981  |

 Estonia
Jedynym skoczkiem estońskim, który wystartował na mistrzostwach świata był Jens Salumäe, który uczestniczył w kwalifikacjach do konkursu indywidualnego.
| Imię i nazwisko | Klub           | Data urodzenia |
| --------------- | -------------- | -------------- |
| Jens Salumäe    | Nomme Ski Club | 15 marca 1981  |